# Karpacka Brygada WOP
Karpacka Brygada Wojsk Ochrony Pogranicza (KaB WOP) – zlikwidowana brygada Wojsk Ochrony Pogranicza pełniąca służbę na granicy polsko-czechosłowackiej.

## Formowanie i zmiany organizacyjne

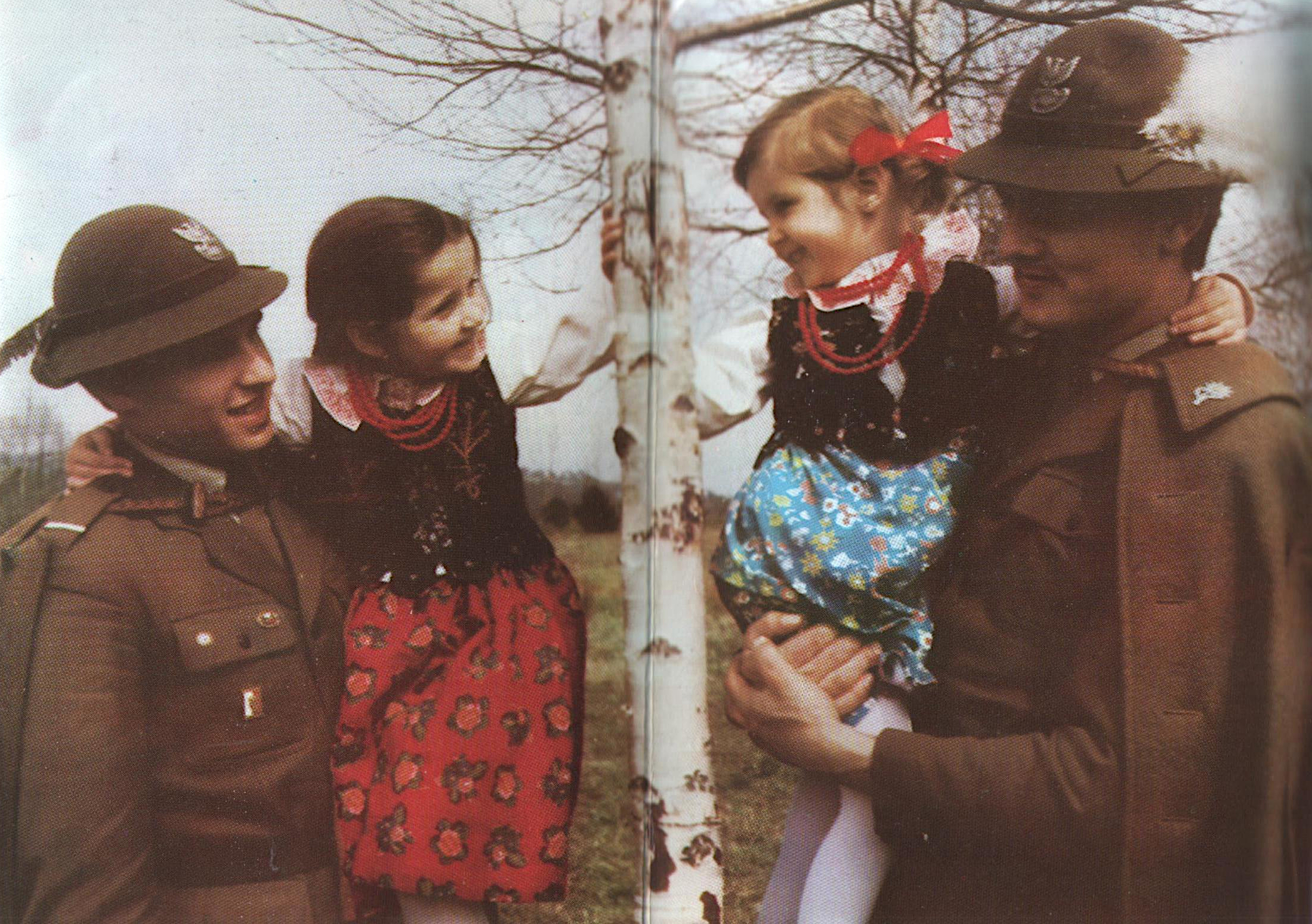
Żołnierze służby zasadniczej Karpackiej Brygady WOP z małymi góralkami (1980–1985)

Sformowana jako 3 Karpacka Brygada WOP na bazie 3 Brygady WOP na podstawie zarządzenia MSW nr 075/58 z 22 kwietnia 1958. Sztab brygady stacjonował w Nowym Sączu. W 1961 dowództwo miało kryptonim Nokturn.

W 1962 wprowadzono nowy plan mobilizacyjny PM–62. Zakładał on na wypadek wojny znaczne rozwiniecie jednostki. Zgodnie z etatem czasu „P”, na dzień 1 lipca 1965 Brygada liczyła 1201 żołnierzy, a etat czasu „W” przewidywał 3030 żołnierzy. W ramach zadań mobilizacyjnych jednostka formowała 2 zapasowy batalion WOP i komendę garnizonu Nowy Sącz z plutonem ochrony.
W 1976, przechodząc na dwuszczeblowy system dowodzenia, rozformowano bataliony Wojsk Ochrony Pogranicza: Sanok, Nowy Sącz, Nowy Targ i Żywiec, podporządkowując strażnice WOP bezpośrednio pod sztab dowódcy brygady. W ich miejsce utworzono placówki zwiadu i kompanie odwodowe. Jednocześnie brygada zmieniła nazwę na Karpacka Brygada Wojsk Ochrony Pogranicza.
W lipcu 1983 w strukturach Karpackiej Brygady WOP odtworzono bataliony graniczne WOP w: Sanoku i Nowym Targu, w strukturach których funkcjonowały strażnice WOP.
Karpacka Brygada Wojsk Ochrony Pogranicza funkcjonowała do 15 maja 1991.

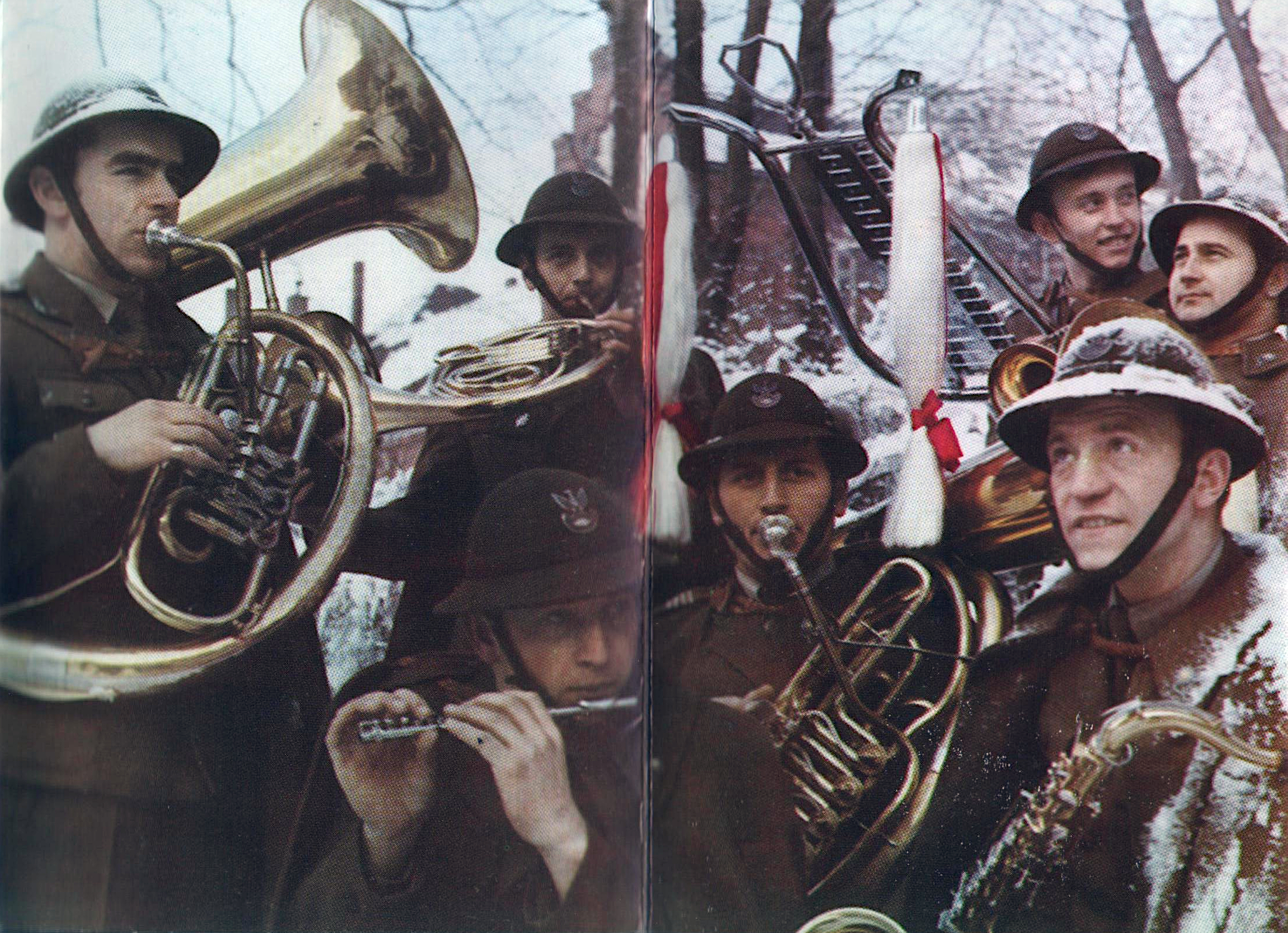
Muzycy Orkiestry Reprezentacyjnej Wojsk Ochrony Pogranicza w Nowym Sączu (1980–1985)

Zarządzeniem nr 012 Komendanta Głównego Straży Granicznej z 7 maja 1991 w sprawie rozwiązania jednostek WOP oraz utworzenia jednostek organizacyjnych Straży Granicznej Minister Spraw Wewnętrznych polecił z dniem 16 maja 1991 rozwiązać Karpacką Brygadę WOP w Nowym Sączu istniejącej według etatu nr 44/086 o stanie osobowym na okres „W” 1497 żołnierzy i 57 pracowników cywilnych oraz na okres „P” 1041 żołnierzy i 64 pracowników cywilnych. Na jej bazie powstał oddział Straży Granicznej: Karpacki Oddział Straży Granicznej. Oddziałowi została przydzielona nazwa związana z regionem, w którym działała.
Zarządzeniem nr 012 Komendanta Głównego Straży Granicznej z 7 maja 1991 w sprawie rozwiązania jednostek WOP oraz utworzenia jednostek organizacyjnych Straży Granicznej Minister Spraw Wewnętrznych polecił z dniem 16 maja 1991 rozwiązać Orkiestrę Reprezentacyjną WOP w Nowym Sączu istniejącą według etatu nr 44/0122 o stanie osobowym na okres „W” 57 żołnierzy oraz na okres „P” 57 żołnierzy. Na jej bazie powstała Orkiestra Reprezentacyjna SG w Nowym Sączu.

## Struktura organizacyjna
Struktura organizacyjna:

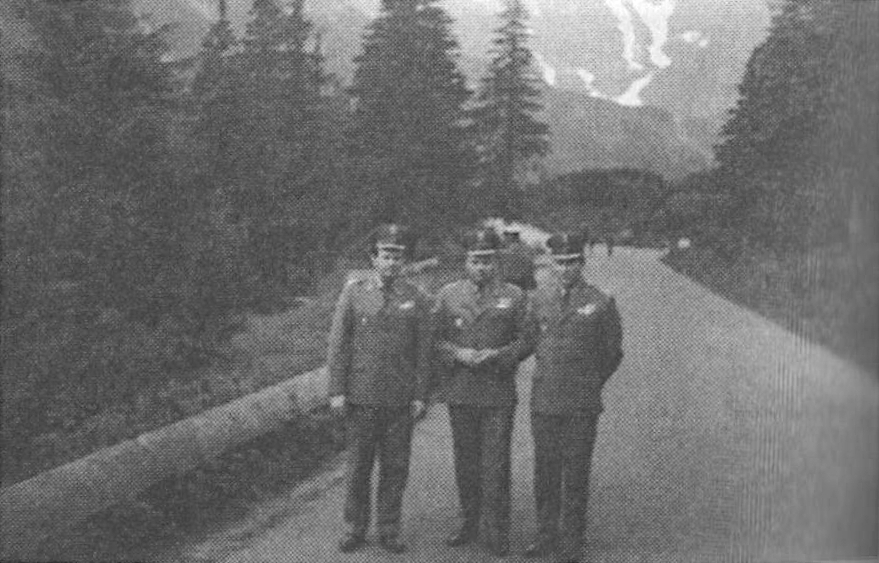
Oficerowie po uzgodnieniu zabezpieczenia styków pomiędzy Górnośląską Brygadą Wojsk Ochrony Pogranicza a Karpacką Brygadą WOP. Od prawej: 1. płk Marian Kowalski (szef sztabu Karpackiej Brygady WOP, 2. płk Stefan Gacek (szef sztabu Górnośląskiej Brygady WOP), 3. ppłk Zbigniew Gniediuk (szef Wydziału Operacyjno–Szkoleniowego GB WOP) (czerwiec 1987)

- dowództwo, sztab i pododdziały dowodzenia
- 264 batalion WOP – Sanok
- 32 batalion WOP – Nowy Targ
- 34 batalion WOP – Żywiec.

W 1990 skład Karpackiej Brygady WOP przedstawiał się następująco:
- dowództwo, sztab i pododdziały dowodzenia
- strażnica WOP Wetlina
- strażnica WOP Roztoki
- strażnica WOP Łupków
- strażnica WOP Komańcza
- strażnica WOP Jaśliska
- strażnica WOP Barwinek
- strażnica WOP Ożenna
- strażnica WOP Gładyszów
- strażnica WOP Wysowa
- strażnica WOP Tylicz
- strażnica WOP Muszyna
- strażnica WOP Piwniczna
- strażnica WOP Szlachtowa
- batalion graniczny WOP w Nowym Targu
  - strażnica WOP Czorsztyn
  - strażnica WOP Kacwin
  - strażnica WOP Jurgów
  - strażnica WOP Łysa Polana
  - strażnica WOP Zakopane
  - strażnica WOP Witów
  - strażnica WOP Podczerwone
  - strażnica WOP Chyżne
- Graniczna Placówka Kontrolna Barwinek (drogowa)
- Graniczna Placówka Kontrolna Muszyna (kolejowa)
- Graniczna Placówka Kontrolna Piwniczna (drogowa)
- Graniczna Placówka Kontrolna Łysa Polana (drogowa)
- Graniczna Placówka Kontrolna Chyżne (drogowa)
- Graniczna Placówka Kontrolna Kraków-Balice (lotnicza)
- Grupa Operacyjna Zwiadu WOP Sanok
- Grupa Operacyjna Zwiadu WOP Muszyna
- Grupa Operacyjna Zwiadu WOP Zakopane.

## Wydarzenia
- 13 grudnia 1981–22 lipca 1983 – (stan wojenny w Polsce), cały wysiłek służb przede wszystkim strażnic i GPK, skierowano na ochronę granicy oraz utrzymanie porządku i bezpieczeństwa w strefie nadgranicznej, współpracując ściśle z organami milicji i Służby Bezpieczeństwa. W strażnicach normę służby granicznej dla żołnierzy podwyższono z 8 do 12 godzin na dobę. Po wprowadzeniu ograniczeń w ruchu granicznym część niewykorzystanej kadry GPK przerzucono do strażnic w celu wspomożenia bezpośredniej ochrony granicy. Patrole wysyłane w teren zostały wzmocnione. Wyeliminowano służby składające się z jednego żołnierza. Ścisłą kontrolą objęto całą strefę nadgraniczną, sięgając niekiedy głębiej. Niektóre szlaki turystyczne zostały zamknięte, a ruch w strefie nadgranicznej został znacznie ograniczony. W stan gotowości były postawione wszystkie pododdziały odwodowe. Dla umocnienia bezpieczeństwa w strefie nadgranicznej organizowano stałe akcje penetracyjne terenu przez wszystkie służby, zwłaszcza lotne patrole na motocyklach lub samochodach osobowo-terenowych. Mimo utrudnionych warunków nie zaprzestano współpracy z ludnością pogranicza[10].

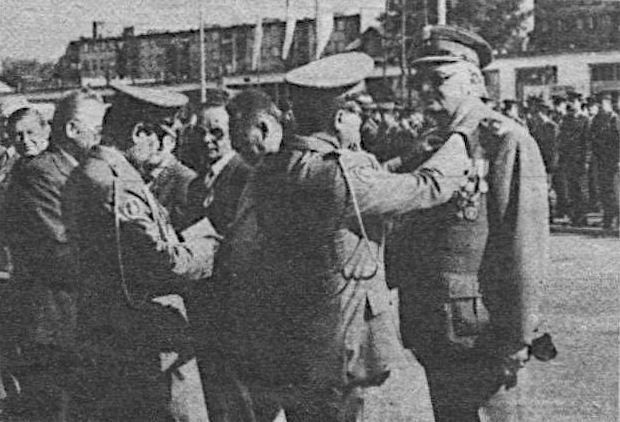
Dzień Weterana Służby Granicznej w Nowym Sączu, d-ca Karpackiej Brygady WOP płk Tadeusz Kulej dekoruje medalami wyróżnionych weteranów (13 września 1987)

- 1987 – 13 września w Karpackiej Brygadzie WOP odbyła się uroczystość z okazji Dnia Weterana Służby Granicznej. Na uroczystą zbiórkę pododdziałów brygady zaproszono zasłużonych byłych żołnierzy WOP. Obecni byli przedstawiciele władz wojewódzkich, PRON, ZSMP i ZHP, delegacje zakładów pracy województwa nowosądeckiego. Dowódca Karpackiej Brygady WOP płk Tadeusz Kulej udekorował medalami wyróżnionych weteranów. Ponadto przekazał Zarządowi Koła ZBŻZ im. Bohaterów Karpackiej Brygady WOP srebrną odznakę „Za zasługi dla obrony cywilnej“ nadaną przez ministra obrony narodowej gen. armii Floriana Siwickiego. Ppłk rez. Klemens Sosnowski były żołnierz Karpackiej Brygady WOP został wyróżniony wpisem do Honorowej Księgi Zasłużonych dla WOP[11].

## Sąsiednie brygady
- 26 Przemyski Oddział WOP ⇔ Górnośląska Brygada WOP – 1.01.1958–1976
- Bieszczadzka Brygada WOP ⇔ Górnośląska Brygada WOP – 1976–15.05.1991.

## Kadra brygady
Dowódcy brygady:
- ppłk Władysław Rybacki (do 15.12.1959)
- płk Bronisław Wąsowski (do 28.07.1963)
- płk Henryk Grabowski (do 10.04.1970)
- płk Marian Opałko (do 15.02.1973)
- płk Bronisław Wąsowski (do 12.05.1978)
- płk Józef Milejski (do 1.08.1978)
- płk Stanisław Siemaszko (do 25.03.1985)
- płk Tadeusz Kulej (2.03.1991).

Kierownicy sekcji KRG:
- kpt. Bolesław Król
- ppłk Antoni Kopacz
- ppłk Alfred Lipka
- mjr Jacek Sitarz
- ppłk Jan Zawadzki
- ppłk Bogusław Surdy.

## Przekształcenia
9 Oddział Ochrony Pogranicza → 9 Krakowski Oddział WOP → 19 Brygada Ochrony Pogranicza → 3 Brygada WOP → 3 Karpacka Brygada WOP → Karpacka Brygada WOP → Karpacki Oddział SG → Śląsko-Małopolski Oddział SG → Karpacki Oddział SG.